# Santiago Huajolotitlán
Santiago Huajolotitlán là một đô thị thuộc bang Oaxaca, México. Năm 2005, dân số của đô thị này là 4014 người.